# Mosquito Lake (Alaska)
Mosquito Lake (Tlingit: Xunt’i Áa) ist ein Ort und ein census-designated place (CDP) im Haines Borough im US-Bundesstaat Alaska. Das U.S. Census Bureau hatte bei der Volkszählung 2020 eine Einwohnerzahl von 120 ermittelt.

## Geographie
Mosquito Lake befindet sich im Alaska Panhandle im Südosten Alaskas 40 km nordwestlich von Haines sowie knapp 150 km nordnordwestlich von Juneau, der Hauptstadt von Alaska. Das Mosquito Lake CDP wird im Süden und im Osten von den Flüssen Klehini River und Chilkat River begrenzt. Südlich von Mosquito Lake befindet sich Covenant Life. Der Haines Highway verläuft entlang dem Flussufer des Klehini River. Im Westen grenzt das CDP-Gebiet an Kanada. Am namengebenden 46 ha großen See im Osten des CDP liegt der „Mosquito Lake State Recreation Site“.

## Geschichte
1951 wurde die „Mosquito Lake Road“ vom Haines Highway zum See Mosquito Lake gebaut.
Mosquito Lake wurde 1990 ein census-designated place.

## Demografie
Zum Zeitpunkt der Volkszählung im Jahre 2020 (U.S. Census 2020) hatte Mosquito Lake 120 Einwohner auf einer Landfläche von 199,87 km². Von den Einwohnern waren 95 Weiße sowie 3 amerikanisch-indianischer Abstammung. Beim Zensus im Jahr 2000 wurden 221 Einwohner gezählt, 2010 waren es 309.